# Megan Ellison
Margaret Elizabeth (Megan) Ellison (Santa Clara County, 31 januari 1986) is een Amerikaans filmproducent. In 2011 richtte ze filmstudio Annapurna Pictures op.

## Biografie
Megan Ellison werd in 1986 geboren in Santa Clara County (Californië) als de dochter van Barbara Boothe en Larry Ellison. Haar vader, die van Joodse en Italiaanse afkomst is, is een miljardair en mede-oprichter van het softwarebedrijf Oracle Corporation. Haar broer is filmproducent David Ellison.

## Carrière
In 2006 ging de toen 20-jarige Ellison in Hollywood aan de slag als filmproducent. Ze nam contact op met Katherine Brooks, regisseur van het romantisch drama Loving Annabelle (2006), en stelde voor om haar volgende project, Waking Madison (2009), te financieren. Daarnaast investeerde ze ook in producties als Main Street (2010) en Passion Play (2010). Haar eerste financiële succes was de westernremake True Grit (2010) van de gebroeders Coen, die wereldwijd zo'n 250 miljoen dollar opbracht.
In 2011 richtte ze met 2 miljard dollar van haar vader filmstudio Annapurna Pictures op. Het bedrijf werd genoemd naar het bergmassief Annapurna dat ze ooit tijdens een reis naar Nepal bezocht had. Met de studio investeerde ze in projecten van bekende filmmakers als Kathryn Bigelow, Paul Thomas Anderson, Spike Jonze en David O. Russell. In 2016 werd de tv-afdeling Annapurna Television opgericht.
Sinds de oprichting van Annapurna Pictures werd Ellison al verschillende keren genomineerd voor de Oscar voor beste film.

## Prijzen en nominaties
| Film                    | Categorie      | Uitslag        |
| Academy Awards          | Academy Awards | Academy Awards |
| ----------------------- | -------------- | -------------- |
| Zero Dark Thirty (2012) | Beste film     | Genomineerd    |
| Her (2013)              | Beste film     | Genomineerd    |
| American Hustle (2013)  | Beste film     | Genomineerd    |
| Phantom Thread (2017)   | Beste film     | Genomineerd    |
| BAFTA Awards            |                |                |
| Zero Dark Thirty (2012) | Beste film     | Genomineerd    |
| American Hustle (2013)  | Beste film     | Genomineerd    |